# Alcippe brunneicauda
Fulveta-castanha ou fulveta-parda (Alcippe brunneicauda) é uma espécie de ave da família Alcippeidae.
Pode ser encontrada nos seguintes países: Brunei, Indonésia, Malásia e Tailândia.
Os seus habitats naturais são: florestas subtropicais ou tropicais húmidas de baixa altitude.
Está ameaçada por perda de habitat.